# Мезграјско сужење
Мезграјско сужење је мала клисура у склопу композитне долине Јужне Мораве, у југоисточној Србији. Повезује Нишку котлину на југу са Алексиначком котлином на северу. Усечена је у старијим палеозојским стенама, док јој је дно прекривено неогеним седиментима. Дугачка је само неколико километара и име је добила по сеоском насељу Мезграја, које се налази у оквиру града Ниша, тачније општине Црвени Крст.